# Tsuruoka Tenjin matsuri
Le Tsuruoka Tenjin matsuri (鶴岡天神祭) est un festival qui a lieu à Tsuruoka (préfecture de Yamagata), au Japon, tous les 25 mai, et a pour point de départ le tenman-gū de la ville. C'est un festival très important pour toutes les villes du Japon qui ont été reliées à Kyoto à un moment ou un autre dans leur histoire. C'est pourquoi il tient une très grande importance dans la ville de Tsuruoka et Niigata, ainsi que de nombreuses autres villes du Nord du Japon qui dans le passé ont entretenu de grandes relations commerciales avec la ville de Kyoto à travers la route maritime Kitamaebune. Les marchands kyotoïtes qui posèrent pied dans ces villes éloignées importèrent une partie de la culture de la ville de Kyoto avec eux, ce qui explique en partie pourquoi l'on trouve des Geigi à Niigata, ou que l'art du thé se soit autant développé à Tsuruoka.Le Tenjin Matsuri, né à Kyoto, s'est donc lui aussi tout naturellement importé à Tsuruoka.
Le festival est aussi appelé bakemono matsuri (化けものまつり). Le mot bakemono désigne en temps normal "un monstre", mais dans ce cas, il désigne une personne, mono 者 qui s'est déguisée, baketa 化けた. Le festival consiste en des milliers de bakemono qui défilent dans les rues en proposant du saké ou du jus gratuitement aux passants, sans dire un mot. Selon les légendes, un bakemono qui a réussi à participer trois fois d'affilée sans se faire remarquer voit tous ses vœux réalisés.

## Origines
Le peuple de Kyoto, fervent défenseur de Michizane, supportait mal l'exil de leur poète préféré. Cependant, toute interaction et toute marque de soutien envers lui étaient violemment défendues et réprimandées par les autorités. Afin de pouvoir dire adieu à Michizane sans avoir à craindre de représailles, les habitants de Kyoto inventèrent une tenue qui ne permettrait à personne de deviner leur identité ni même leur sexe et paradèrent dans cette tenue pour accompagner Michizane jusqu'aux portes de la ville. Ils se déguisent, c'est eux qu'on appelle les "bakemono" (les "mystérieuses personnes déguisées").

## Particularités
Les bakemono cachent leur visage dans des chiffons tenugui 手ぬぐい, portent un long chapeau de paille appelé amigasa 編み笠, portent des vestes juban 襦袢 aux couleurs bariolées (tantôt roses tantôt bleues), sur des pantalons noirs. Ils ne doivent pas parler afin qu'on ne puisse trahir leur identité à travers leur voix. Ils servent gratuitement de l'alcool aux passants, afin que tout le monde puisse montrer toute la joie et l'allégresse que Michizane leur a apportées.